# Josef Porkert

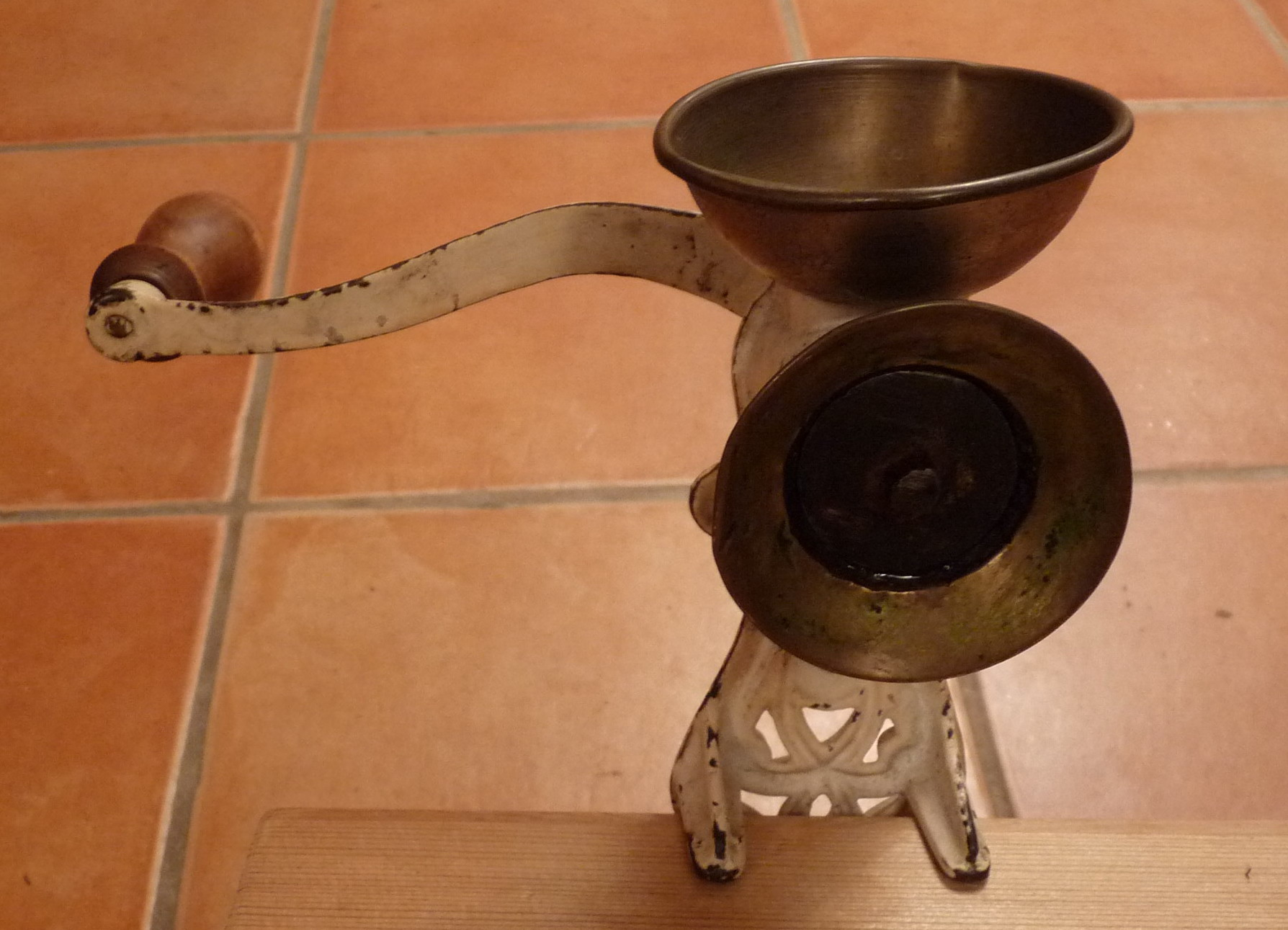
Mlýnek na mák „Ideal“ od firmy Porkert

Josef Porkert (2. února 1828 Abertamy, Rakousko-Uhersko – 27. dubna 1895 Skuhrov nad Bělou v Orlických horách) byl český průmyslník a zakladatel stejnojmenného podniku.

## Život
Studoval na Horní akademii v Příbrami a roku 1863 se stal ředitelem Růženiny hutě (Rosenhütte) ve Skuhrově nad Bělou, železné hutě hraběte Hanse Kolowrata založené roku 1817. Když byla roku 1879 výroby železa pozastavena, pronajal si roku 1881 závod Josef Porkert a přeměnil ho na slévárnu. Vyráběl zde kamna, řemenice a klavírní rámy. Závod vyráběl litinové rámy pro firmu Antonín Petrof v Hradci Králové a dodával i dalším renomovaným výrobcům klavírů Bösendorfer, Hoffman-Czarny, Baumann, Ehrbar a další.
Po smrti Josefa Porkerta v roce 1895 převzali podnik jeho synové Wilhelm a Eduard. Ti rozšířili výrobu o kuchyňské stroje, především o ruční mlýnky na maso a další ruční mlýnky, které v následujících desetiletích tvořily těžiště produkce firmy. V roce 1911 dosahovala roční produkce firmy „Porkert a spol.“ 100 000, a v roce 1929 již 400 000 kuchyňských strojků. Tři čtvrtiny výroby šly do zahraničí. Hlavními odběrateli byly firmy v Polsku, Anglii a zámoří. Ve 40. letech 20. století přibyly ještě elektrické přístroje a kuchyňské roboty.
Roku 1948 byl podnik znárodněn a převážná část produktové palety se přesunula do jiných závodů. Závod ve Skuhrově od té doby vyráběl již jen klasické ruční mlýnky. Restituce z roku 1992 na dědice rodiny Porkertů nebyla úspěšná. V roce 2007 přešel podnik do insolvenční správy. Ten pak přešel na nástupce Karavela Properties, který továrnu převzal v roce 2008. Roku 2010 byla tradiční výroba zastavena.
Po ukončení činnosti výroby ruční krájecí techniky v původním závodě ve Skuhrově nad Bělou se společnost Hanhart Morkovice s.r.o. (http://www.hanhart.cz/) rozhodla obnovit tuto tradiční značku. Roku 2012 se mlýnky na maso PORKERT vrací na český i světový trh (http://www.mlynky-porkert.cz/). Společnost Hanhart Morkovice s.r.o. je oficiálním právoplatným držitelem značky, know-how a veškerého duševního vlastnictví značky PORKERT.
Některé kuchyňské strojky vyrobené firmou Porkert jsou vystaveny v expozici Porkertových strojků v Muzeu Mlejn v Ostravě a Městském informačním centru ve Skuhrově nad Bělou.